# Rafael Aguilar Talamantes
Rafael Ignacio Aguilar Talamantes (Santa Rosalía, Baja California Sur, 24 de octubre de 1939-Ciudad de México, 17 de julio de 2016) fue un político mexicano, fundador del Partido Socialista de los Trabajadores y luego del Partido del Frente Cardenista de Reconstrucción Nacional del cual fue candidato a la presidencia de la república en las elecciones federales de 1994.

## Biografía
La participación de Rafael Ignacio Aguilar Talamantes se remonta al año de 1964, cuando impulsa la creación de la Federación Nacional de Estudiantes Técnicos (FNET), constituyéndose en el organismo estudiantil más poderoso de México. En 1965, fue hecho preso político, al ser aprehendido en la Universidad Michoacana de San Nicolás de Hidalgo el 8 de octubre de ese año.
Para 1979 al lado de Heberto Castillo funda el Comité Nacional de Auscultación y Organización (CNAO), encargado de promover el análisis y reflexión en torno a la construcción de un nuevo partido socialista en México, encaminado a alcanzar una gobierno de los trabajadores.
Sin embargo, por diferencias ideológicas, Heberto Castillo se separó de la CNAO para fundar el Partido Mexicano de los Trabajadores de corte democrático, mientras que Aguilar Talamantes encabezó la fundación del Partido Socialista de los Trabajadores.

## Carrera política
En 1988, su partido adoptó el nombre de Partido del Frente Cardenista de Reconstrucción Nacional y para las elecciones de 1994, Aguilar Talamantes se presentó como candidato a la Presidencia de la República.
El Partido del Frente Cardenista de Reconstrucción Nacional perdió su registro nacional en las elecciones del mismo año.